# Новоолександрівська сільська рада (Каланчацький район)
Новоолекса́ндрівська сільська́ ра́да — адміністративно-територіальна одиниця та орган місцевого самоврядування в Каланчацькому районі Херсонської області. Адміністративний центр — село Новоолександрівка.

## Загальні відомості
Новоолександрівська сільська рада утворена в 1922 році.
- Територія ради: 57,21 км²
- Населення ради: 1 316 осіб (станом на 2001 рік)
- Територією ради протікає річка Каланчак

## Населені пункти
Сільській раді підпорядковані населені пункти:
- с. Новоолександрівка

## Склад ради
Рада складається з 16 депутатів та голови.
- Голова ради: Яцишина Наталя Михайлівна
- Секретар ради: Челишева Галина Миколаївна

### Керівний склад попередніх скликань
| Прізвище, ім'я, по батькові | Основні відомості                                                                                    | Дата обрання | Дата звільнення |
| --------------------------- | --- | ------------ | --------------- |
| Гумен Валентина Олексіївна  | Сільський голова, 1958 року народження, член Комуністичної партії України                            | 26.03.2006   | 31.10.2010      |
| Яцишина Наталя Михайлівна   | Сільський голова, 1973 року народження, освіта середня спеціальна, член Комуністичної партії України | 31.10.2010   |                 |

Примітка: таблиця складена за даними сайту Верховної Ради України

### Депутати
За результатами місцевих виборів 2010 року депутатами ради стали:

#### За суб'єктами висування
| Суб'єкт висування           | Кількість обраних депутатів | %    |
| --------------------------- | --------------------------- | ---- |
| Комуністична партія України | 8                           | 50   |
| Партія регіонів             | 6                           | 37,5 |
| Самовисування               | 2                           | 12,5 |

#### За округами
| № округу                    | Прізвище, ім'я, по батькові    | Дата визнання обраним | Освіта  | Партійна приналежність            | Відомості про обраного депутата                                               |
| --------------------------- | ------------------------------ | --------------------- | ------- | --------------------------------- | ----------------------------------------------------------------------------- |
| Комуністична партія України |                                |                       |         |                                   |                                                                               |
| 1                           | Посвалюк Григорій Павлович     | 03.11.2010            | вища    | член Комуністичної партії України | Фермерське господарство «Пошук», фермер                                       |
| 5                           | Челишева Марина Олександрівна  | 03.11.2010            | середня | член Комуністичної партії України | ПП Челишева М. О.                                                             |
| 6                           | Бодунов Сергій Григорович      | 03.11.2010            | середня | член Комуністичної партії України | ПП Годунов С. Г.                                                              |
| 8                           | Степанова Анжела Володимирівна | 03.11.2010            | середня | позапартійна                      | Новоолексанрівска сільська рада, землевпорядник                               |
| 9                           | Челишева Галина Миколаївна     | 03.11.2010            | середня | позапартійна                      | Новоолексанрівска сільська рада, секретар                                     |
| 10                          | Мочалін Ігор Іванович          | 03.11.2010            | середня | член Комуністичної партії України | СТОВ «Вішва Ананда», механізатор                                              |
| 14                          | Соболь Анатолій Сергійович     | 03.11.2010            | середня | член Комуністичної партії України | пенсіонер                                                                     |
| 16                          | Негодюк Сергій Андрійович      | 03.11.2010            | середня | член Комуністичної партії України | інвалід III                                                                   |
| Партія регіонів             |                                |                       |         |                                   |                                                                               |
| 2                           | Литвиненко Ірина Анатоліївна   | 03.11.2010            | середня | позапартійна                      | Новоолексанрівска сільська рада, рахівник                                     |
| 3                           | Гриненко Світлана Анатоліївна  | 03.11.2010            | вища    | позапартійна                      | Новоолексанрівська загальноосвітня школа I-III ст., вчитель біології          |
| 4                           | Рибіна Тетяна Аркадіївна       | 03.11.2010            | вища    | член Партії регіонів              | Новоолексанрівська загальноосвітня школа I-III ст., вчитель початкових класів |
| 11                          | Мочаліна Олена Володимірівна   | 03.11.2010            | середня | член Партії регіонів              | Фельдшерсько-акушерський пункт, фельдшер                                      |
| 12                          | Волченко Олена Григорівна      | 03.11.2010            | середня | член Партії регіонів              | Каланчацька районна лікарня ветеринарної медицини, ветеринарний лікар         |
| 13                          | Бугай Олександр Вікторович     | 03.11.2010            | середня | позапартійний                     | Каланчацьке управління водного господарства, машиніст                         |
| Самовисування               |                                |                       |         |                                   |                                                                               |
| 7                           | Мочаліна Марія Олександрівна   | 14.11.2010            | середня | позапартійна                      | домогосподарка                                                                |
| 15                          | Жакун Ніна Миколаївна          | 03.11.2010            | середня | позапартійна                      | приватний підприємець                                                         |

## Населення
Згідно з переписом УРСР 1989 року чисельність наявного населення сільської ради становила 1292 особи, з яких 639 чоловіків та 653 жінки.
За переписом населення України 2001 року в селі мешкало 1290 осіб.

### Мова
Розподіл населення за рідною мовою за даними перепису 2001 року:
| Мова       | Відсоток |
| ---------- | -------- |
| українська | 61,02 %  |
| російська  | 38,07 %  |
| молдовська | 0,38 %   |
| гагаузька  | 0,08 %   |
| німецька   | 0,08 %   |
| інші       | 0,37 %   |